# Elena Pricu
Elena Pricu (n. 12 martie 1882, Rusciuk – d. 22 august 1965, Sibiu) a fost un deputat în Marea Adunare Națională de la Alba Iulia, din partea „Reuniunii femeilor române” din Brașov.

## Biografie
Elena Pricu a fost casieră a „Reuniunii femeilor române” din Brașov înainte de 1918. În timpul Primului Război Mondial colectează fonduri pentru ajutorarea orfanilor și văduvelor de război. După război, Elena Pricu devine președintă a „Reuniunii femeilor române” din Brașov. Aceasta actionează pentru ridicarea monumentului eroilor din primul război mondial în Piața Primăriei din Brașov.

## Activitate politică
Elena Pricu a participat ca deputat la Marea Adunare Națională ca delegat din partea „Reuniunii femeilor române” din Brasov.